# Mobiel lenen
Mobiel lenen is het verstrekken van microkrediet via de mobiele telefoon. Mobiel lenen staat er vooral om bekend mobiele microkredieten te verschaffen aan ondernemers op het platteland in ontwikkelingslanden.
Mobiel lenen is een snel ontwikkelende markt in ontwikkelingslanden, om zo de bevolking te kunnen bereiken die via traditionele microfinanciering niet te bereiken is. Deze diensten vallen vaak onder de dienstverlening van het mobiel betalen. Het staat ook bekend als een nieuwigheid op het gebied van financiële diensten.
Beneden de Sahara zijn veel mensen te arm voor een bankrekening maar zijn vaak wel in het bezit van een mobiele telefoon. Eerst gebeurde dat in de vorm van beltegoed en nu als gewoon geld. Het telefoonnummer geldt als bankrekening.Hierop kunnen microleningen worden aangevraagd bij verschillende lokale en internationale aanbieders.
Er zijn verschillende partijen actief in het uitgeven van microleningen over de gehele wereld. Mobiel lenen wordt door de convergentie van vier marktkrachten, waaronder de behoefte aan financiële inclusie, het toegenomen vertrouwen in het afhandelen van digitale transacties, de steeds verder ontwikkelende algoritmes en de grote beschikbaarheid en verwerkingscapaciteit van gegevens populairder. De lokale vraag naar krediet, regelgeving en technologische paraatheid van ieder land bepaalt het marktpotentieel voor deze wijze van lenen.